# Himmelbeet

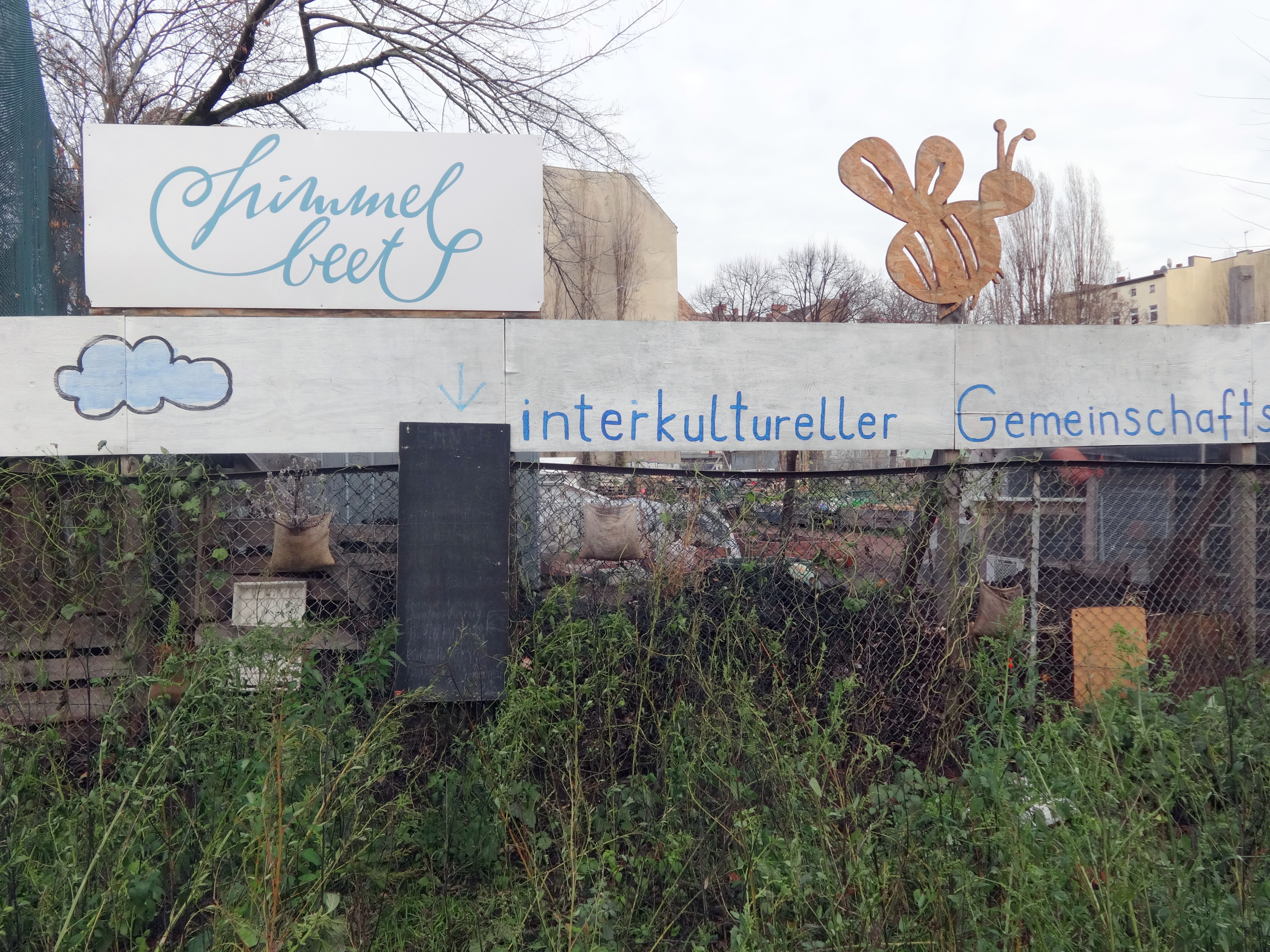
Geschlossenes himmelbeet im Winter

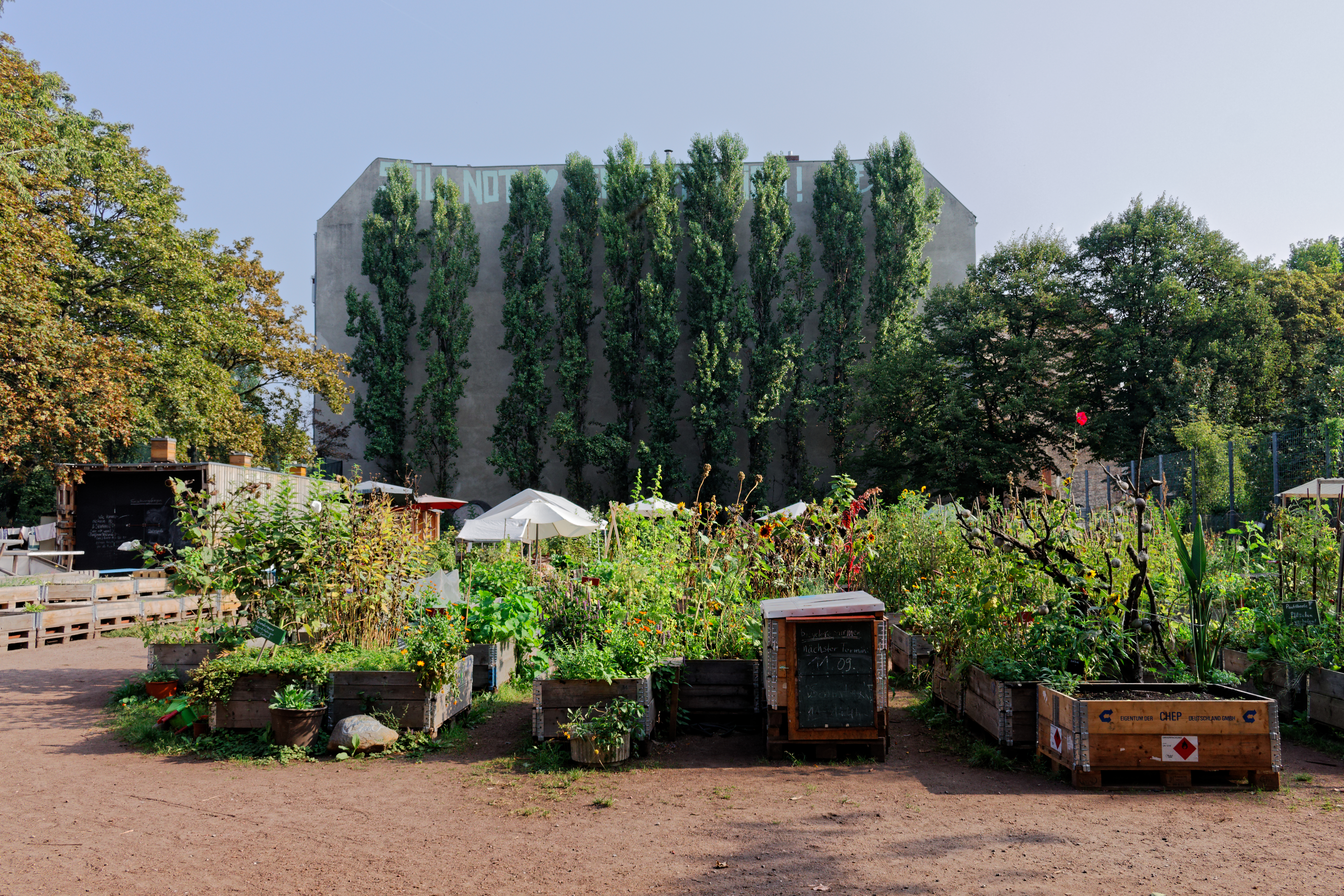
Himmelbeet im Sommer

Das himmelbeet ist ein 1400 m² großer Gemeinschaftsgarten im Berliner Ortsteil Berlin-Wedding. Ende Oktober 2021 musste der Garten umziehen, seit Frühjahr 2022 befindet sich das himmelbeet an der Gartenstraße 77 / Ecke Grenzstraße auf einer Grünfläche. Der Garten dient dazu, Menschen im sozialen Brennpunkt Wedding zusammenzubringen. Ein gemeinschaftlich bewirtschafteter Teil, einzelne Pachtbeete für Einzelpersonen und Organisationen sowie ein Veranstaltungsprogramm rund um das Thema Garten und Umwelt geben den Rahmen dafür.

## Entwicklung
Zuerst sollte das himmelbeet auf dem Dach des Schiller-Park-Centers, eines Einkaufscenters in der Weddinger Müllerstraße, gegründet werden, das  war im Jahr 2012. Das ursprünglich dort als Parkdeck geplante Dachgeschoss wird nicht genutzt, und die himmelbeet-Organisatorinnen sahen es als idealen Standplatz für einen Garten mit städtischem Flair. Sie gründeten eine gGmbH und waren mit dem Besitzer des Objekts bereits einig. Allerdings verhinderten Fragen der Statik und des Brandschutzes über mehrere Jahre eine Baugenehmigung, so dass das himmelbeet schließlich auf eine Brache in der Nähe des Leopoldplatzes – ebenfalls ein ehemaliger Parkplatz – umzog. Dort entsteht der Garten seit 2013. Der Platz selbst wurde durch den Berliner Senat zur Verfügung gestellt.
Heute hat die gGmbh 8 Angestellte, und etwa 100 ehrenamtlich Tätige beteiligen sich regelmäßig an den Aktivitäten des himmelbeets.

## Zukunft

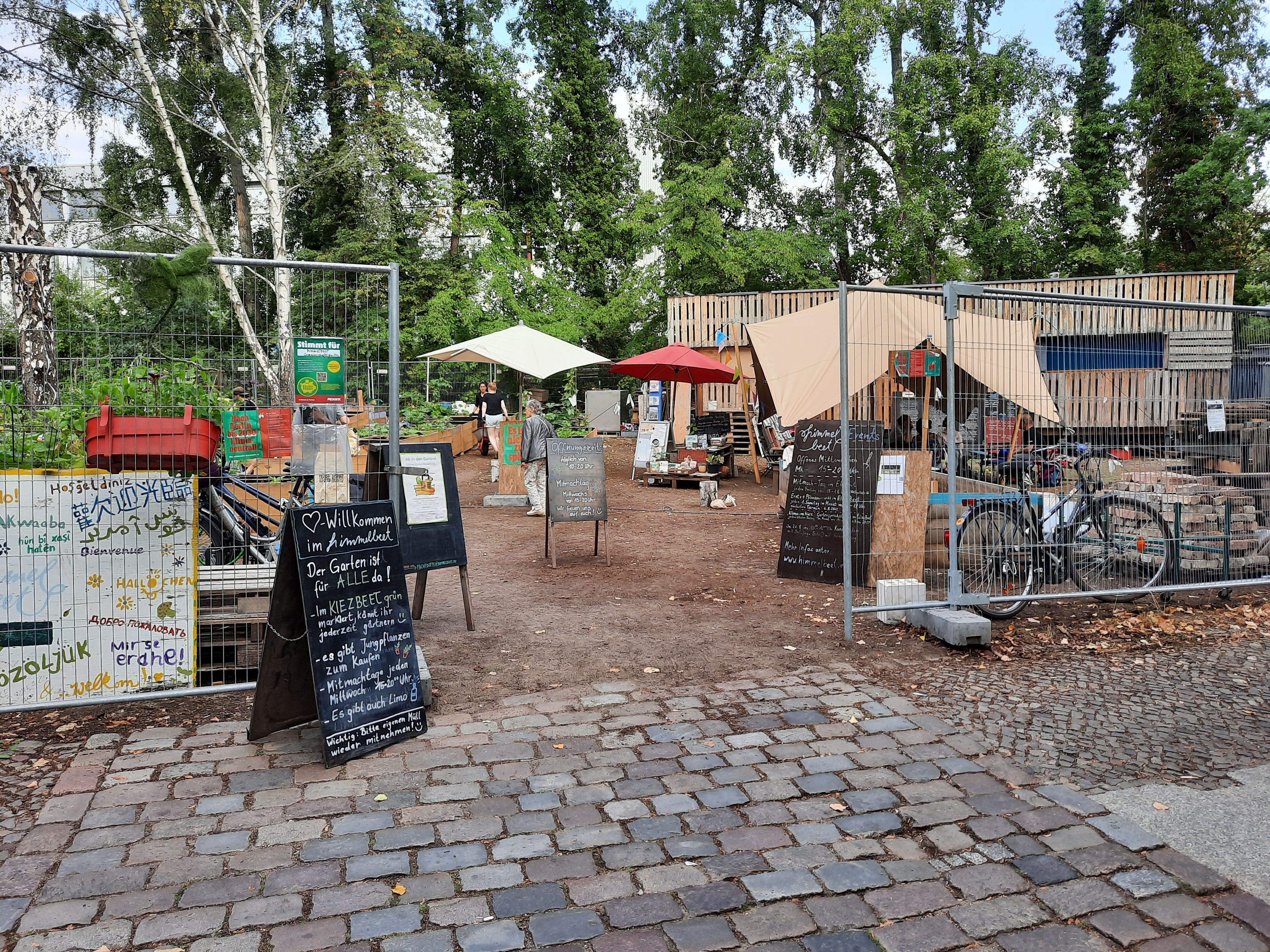
Himmelbeet an der Gartenstraße im Gesundbrunnen

Die ehemalige himmelbeet Fläche, das Grundstück an der Ruheplatzstraße wurde und ist für das Bildungszentrum und Sportangebote des „Amandla Edu Football“-Vereins in Kooperation mit der Oliver-Kahn-Stiftung vorgesehen, die mit dem sogenannten Safe-Hub Bildungszentrum benachteiligten Kindern und Jugendlichen im Wedding bessere Zukunftsperspektiven eröffnen wollen. Dazu sind an der Ecke zwischen Schulstraße und Ruheplatzstraße drei Fußballplätze entstanden. Die ersten Pläne für die Übernahme des Grundstücks kamen bereits im Jahr 2015 auf.

Der Baubeginn für das Bildungszentrum wurde im Jahr 2022 umgesetzt (Stand 2025). Für das Himmelbeet war daher der Standort an der Ruheplatzstraße für die Gartensaison 2020 noch gesichert.
Im Dezember 2021 wurde bekannt, dass ein neuer Standort auf der Grünfläche Gartenstraße Ecke Grenzstraße in Gesundbrunnen gefunden wurde. Der Umzug hat bereits im Dezember 2021 begonnen. Eröffnung und Einweihung fand am 18. Juni 2022 statt.

## Gartenbeete
Der himmelbeet Garten (in der Gartenstraße 77) hat 10 Gemeinschaftsbeete, die von Anwohnern gemeinschaftlich gepflegt werden und deren Erträge im Gartencafé verarbeitet und verkauft werden. Neben dem gemeinschaftlich genutzten Gartenteil ist es möglich, ein einzelnes Pachtbeet zu erlangen. Ein Pachtbeet ist eine Hochbeet-Einheit, die aus einer Palette, Aufsätzen, Gartenvlies, Hasendraht, Grün- und Strauchschnitt, Kompost und Erde besteht. Insgesamt gibt es etwa 180 Pachtbeete, die sowohl von Einzelpersonen als auch von Organisationen (ca. 10 Beete) wie beispielsweise Kindertagesstätten genutzt werden. Die Nachfrage nach Pachtbeeten überschreitet dabei klar das Angebot.

## Café
Das Café existiert seit 2015 und soll durch seine Einnahmen den Garten mitfinanzieren. Gebaut wurde das eigentliche Gebäude ausschließlich aus recycelten Europaletten und Lehm. Die Baustoffe sollten einerseits dem Konzept des Gartens folgen und komplett kompostierbar sein, andererseits sollte es möglich sein, dass das Gebäude vor allem durch die ungelernten ehrenamtlichen Helfer des himmelbeets errichtet wird. Die Bauteile wurden in einer Art Holzständerbau zusammengesetzt. Es umfasst zum einen den Ausschankbereich des Cafés, zum anderen eine Küche, in der auch Kochkurse abgehalten werden.

## Auszeichnungen
Beim Berliner Preis des Bundes Deutscher Architekten gewann das von RaumstarArchitekten geplante Café 2015 eine Auszeichnung, zudem gewann es dort den Publikumspreis.

## Veranstaltungen
Himmelbeet veranstaltet Workshops zum Thema Gärtnern und Umwelt. Diese werden zweisprachig deutsch/englisch abgehalten. Daneben gibt es Koch- und Tangokurse sowie Catering-Angebote und ein Inklusionsprojekt.